# 倫古
倫古，是愛沙尼亞塔爾圖縣埃尔瓦市镇内的小鎮，位於該國東南部，曾是原倫古市镇的行政中心，處於首都塔林東南面170公里，海拔高度84米，2012年該小鎮人口738。